# Nasorolevu
Nasorolevu är ett berg i Fiji.   Det ligger i divisionen Norra divisionen, i den nordöstra delen av landet, 200 km nordost om huvudstaden Suva. Toppen på Nasorolevu är 1 032 meter över havet. Nasorolevu är det högsta berget på ön Vanua Levu.
Terrängen runt Nasorolevu är huvudsakligen kuperad. Nasorolevu är den högsta punkten i trakten. Runt Nasorolevu är det glesbefolkat, med 15 invånare per kvadratkilometer. Närmaste större samhälle är Savusavu, 17,6 km söder om Nasorolevu. I omgivningarna runt Nasorolevu växer i huvudsak städsegrön lövskog.